# Европско првенство у атлетици за јуниоре 2017 — 800 метара за јуниорке
Такмичење у трчању на 800 метара у женској конкуренцији на 24. Европском првенству у атлетици за јуниоре 2017. у Гросето одржано је 21. и 22. јула 2017. на Stadio Carlo Zecchini- у.
Титулу освојену у Ешилструни 2015, није бранила Рене Ејкенс из Белгије јер је прешла у млађе сениоре.

## Земље учеснице
Учествовало је 21 такмичарка из 13 земаља.
1. Аустрија (1)
2. Белгија (1)
3. Данска (2)
4. Ирска (3)
5. Италија (3)
6. Летонија (1)
7. Немачка (1)
8. Норвешка (1)
9. Португалија (2)
10. Румунија (2)
11. Словачка (1)
12. Уједињено Краљевство (2)
13. Швајцарска (1)

## Освајачи медаља
|                                        |                                   |                               |
| Кхахиса Мхланга · Уједињено Краљевство | Ели Бејкер · Уједињено Краљевство | Габријела Гајанова · Словачка |

## Квалификациона норма
Требало је да квалификациону норму такмичарке остваре у периоду од 1. јануара 2016. до 13. јула 2017. године.
| Норма   |
| ------- |
| 2:10,00 |

## Сатница
| Датум   | Време | Коло          |
| ------- | ----- | ------------- |
| 21. јул | 18:20 | Квалификације |
| 22. јул | 17:35 | Финале        |

## Рекорди
| Рекорди пре почетка Европског првенства 2017. | Рекорди пре почетка Европског првенства 2017. | Рекорди пре почетка Европског првенства 2017. | Рекорди пре почетка Европског првенства 2017. | Рекорди пре почетка Европског првенства 2017. | Рекорди пре почетка Европског првенства 2017. |
| Рекорди                                       | Атлетичар                                     | Земља                                         | Време                                         | Место                                         | Датум                                         |
| --------------------------------------------- | --------------------------------------------- | --------------------------------------------- | --------------------------------------------- | --------------------------------------------- | --------------------------------------------- |
| Европски рекорд У-20                          | Бирте Брунс                                   | Источна Немачка                               | 1:59,17                                       | Берлин, Немачка                               | 20. јул 1988.                                 |
| Рекорди европских првенстава У-20             | Катрин Вин                                    | Источна Немачка                               | 2:00,25                                       | Швехат, Аустрија                              | 27. август 1983.                              |
| Најбољи европски резултат сезоне У-20         | Делија Склабас                                | Швајцарска                                    | 2:04,30                                       | Белфор, Француска                             | 9. јун 2017.                                  |

### Најбољи европски резултати у 2017. години
Десет најбољих атлетичара у трци на 800 метара 2017. године до почетка првенства (19. јул 2017), имали су следећи пласман на европској ранг листи.
| 1.  | Делија Склабас       | Швајцарска       | 2:04,30 | 9 јун   |
| 2.  | Екатерина Алексејева | Русија           | 2:04,33 | 21. јун |
| 3.  | Кхахиса Мхланга      | Велика Британија | 2:40,40 | 8. јул  |
| 4.  | Ана Берт             | Велика Британија | 2:04,52 | 27. мај |
| 5.  | Елојза Којиро        | Италија          | 2:04,63 | 1. јул  |
| 6.  | Изабела Бофеј        | Велика Британија | 2:04,64 | 21. мај |
| 7.  | Јана Рајнерт         | Немачка          | 2:04.67 | 19. мај |
| 7.  | Ели Бејкер           | Велика Британија | 2:04.67 | 27. мај |
| 9.  | Адријана Чапла       | Пољска           | 2:04,94 | 24. јун |
| 10. | Алина Аман           | Немачка          | 2:05,25 | 27. мај |

Такмичарке чија су имена подебљана учествовале су на ЕП.

## Резултати

### Квалификације
Такмичење је одржано 21. јула 2017 године. Такмичарке су биле подељене у три групе. У финале су се пласирале прве 2 из сваке групе (КВ) и 2 на основу резултата (кв).,.
Почетак такмичења: група 1 у 18:20, група 2 у 18:27, група 3 у 18:34.
| Место | Група | Атлетичарка             | Земља                | ЛР      | ЛРС     | Резултат | Белешка |
| ----- | ----- | ----------------------- | -------------------- | ------- | ------- | -------- | ------- |
| 1.    | 2     | Кхахиса Мхланга         | Уједињено Краљевство | 2:04,40 | 2:04,40 | 2:08,47  | КВ      |
| 2.    | 2     | Габријела Гајанова      | Словачка             | 2:06,56 | 2:06,56 | 2:08,55  | КВ      |
| 3.    | 2     | Елисе Вандерелст        | Белгија              | 2:05,05 | 2:05,05 | 2:08,63  | кв      |
| 4.    | 1     | Ели Бејкер              | Уједињено Краљевство | 2:04,67 | 2:04,67 | 2:08,90  | КВ      |
| 5.    | 1     | Јана Рајнерт            | Немачка              | 2:04,67 | 2:04,67 | 2:09,00  | кв      |
| 6.    | 1     | Хелен Холм Готлиб       | Данска               | 2:07,75 | 2:08,17 | 2:09,62  | кв      |
| 7.    | 3     | Миа Хелена Морк         | Данска               | 2:05,77 | 2:05,77 | 2:10,09  | КВ      |
| 8.    | 3     | Елојза Којиро           | Италија              | 2:04,63 | 2:04,63 | 2:10,14  | КВ      |
| 9.    | 1     | Росе Финеган            | Ирска                | 2:08,93 | 2:09,42 | 2:10,74  |         |
| 10.   | 2     | Диана Елена Богос       | Румунија             | 2:08,33 | 2:10,34 | 2:10,82  |         |
| 11.   | 3     | Корнелија Вохлфахрт     | Аустрија             | 2:09,06 | 2:09,06 | 2:11,75  |         |
| 12.   | 1     | Соња Анденматен         | Швајцарска           | 2:08,38 | 2:08,38 | 2:11,96  |         |
| 13.   | 3     | Карла Свени             | Ирска                | 2:06,53 | 2:07,64 | 2:11,98  |         |
| 14.   | 3     | Даира Деичмане          | Летонија             | 2:10,55 | 2:10,55 | 2:12,25  |         |
| 15.   | 2     | Алекс О'Нил             | Ирска                | 2:08,82 | 2:08,82 | 2:12,42  |         |
| 16.   | 3     | Патрисија Силва         | Португалија          | 2:08,48 | 2:08,48 | 2:12,43  |         |
| 17.   | 2     | Флавија Ферари          | Италија              | 2:09,47 | 2:09,47 | 2:12,90  |         |
| 18.   | 3     | Вилде Ваге Хенриксен    | Норвешка             | 2:09,47 | 2:09,47 | 2:13,91  |         |
| 19.   | 2     | Беатриз Родригес        | Португалија          | 2:08,93 | 2:08,93 | 2:14,45  |         |
|       | 1     | Кристина Данијела Балан | Румунија             | 2:09,08 | 2:09,08 | НЗ       |         |
|       | 1     | Марта Ценони            | Италија              | 2:01,91 |         | НС       |         |

### Финале
Финале је одржано 22. јула 2017. године у 17:35.,.
| Место | Атлетичарка        | Земља                | Резултат | Белешка |
| ----- | ------------------ | -------------------- | -------- | ------- |
|       | Кхахиса Мхланга    | Уједињено Краљевство | 2:06,96  |         |
|       | Ели Бејкер         | Уједињено Краљевство | 2:07,01  |         |
|       | Габријела Гајанова | Словачка             | 2:07,15  |         |
| 4.    | Јана Рајнерт       | Немачка              | 2:07,17  |         |
| 5.    | Елојза Којиро      | Италија              | 2:07,79  |         |
| 6.    | Миа Хелена Морк    | Данска               | 2:08,88  |         |
| 7.    | Елисе Вандерелст   | Белгија              | 2:10,50  |         |
| 8.    | Хелен Холм Готлиб  | Данска               | 2:10,56  |         |